# Monumentul lui Salavat Iulaev din Ufa
Monumentul lui Salavat Iulaev (în rusă Памятник Салавату Юлаеву) este o statuie ecvestră a lui Salavat Iulaev, eroul național al bașchirilor, realizată de sculptorul monumentalist nord-osetin Soslanbek Tavasiev și amplasată în orașul Ufa (capitala Republicii Bașkortostan, Rusia). A fost dezvelit pe 17 noiembrie 1967 în apropierea centrului orașului, pe marginea unei stânci aflate deasupra râului Belaia. El este unul dintre simbolurile principale ale orașului Ufa.

## Istoric
În timpul Marelui Război pentru Apărarea Patriei, artistul sculptor nord-osetin Soslanbek Tavasiev a fost evacuat în Bașchiria. Acolo a aflat legenda eroului național bașchir Salavat Iulaev. După război, sculptorul a decis să creeze o statuie a unui erou călare. Realizarea monumentului a durat mulți ani. Tavasiev a lucrat în satele Abramțevo și Ahtîrka din apropierea orașului Hotkovo (regiunea Moscova). Într-o biserică abandonată din Ahtîrka artistul a creat o machetă din ghips a viitorului monument, pe care a finalizat-o în 1963. Experții în artă de la Moscova au analizat macheta, iar, în urma acordului lor, Ministerul Culturii a aprobat realizarea monumentului. Macheta a fost transportată apoi la Ufa, unde a fost expusă la Teatrul Bașchir de Operă și Balet. În urma consultării cu localnicii au fost efectuate ajustările finale. Monumentul a fost turnat într-o lună și jumătate la uzina Monumentskulptura din Sankt Petersburg (atunci Leningrad). S-a sugerat inițial amplasarea monumentului chiar în centrul orașului Ufa, dar în cele din urmă s-a decis ca monumentul să fie amplasat pe o stâncă înaltă de pe malul drept al râului Belaia, în apropierea centrului orașului. Ceremonia de dezvelire a avut loc în 17 noiembrie 1967. Pentru crearea acestui monument, artistul Soslanbek Tavasiev a fost distins cu mai multe premii, inclusiv cu Premiul de stat al URSS în 1970.

## Descriere
Monumentul este realizat din bronz pe un cadru din oțel și cântărește 40 de tone. A fost așezat pe un piedestal de beton armat, acoperit cu dale de granit. Înălțimea monumentului este de 9,8 m (plus piedestalul de 14 m). Monumentul se află pe marginea unei stânci înalte și îl prezintă pe eroul național bașchir Salavat Iulaev călare, cu mâna ridicată într-un gest de chemare, îndemnându-i pe camarazii săi să meargă în ajutorul lui Pugaciov. Este cea mai mare statuie ecvestră din Rusia, fiind în același timp unul dintre simbolurile orașului Ufa și o atracție turistică. Imaginea monumentului se află pe stema Bașkortostanului.

## Galerie

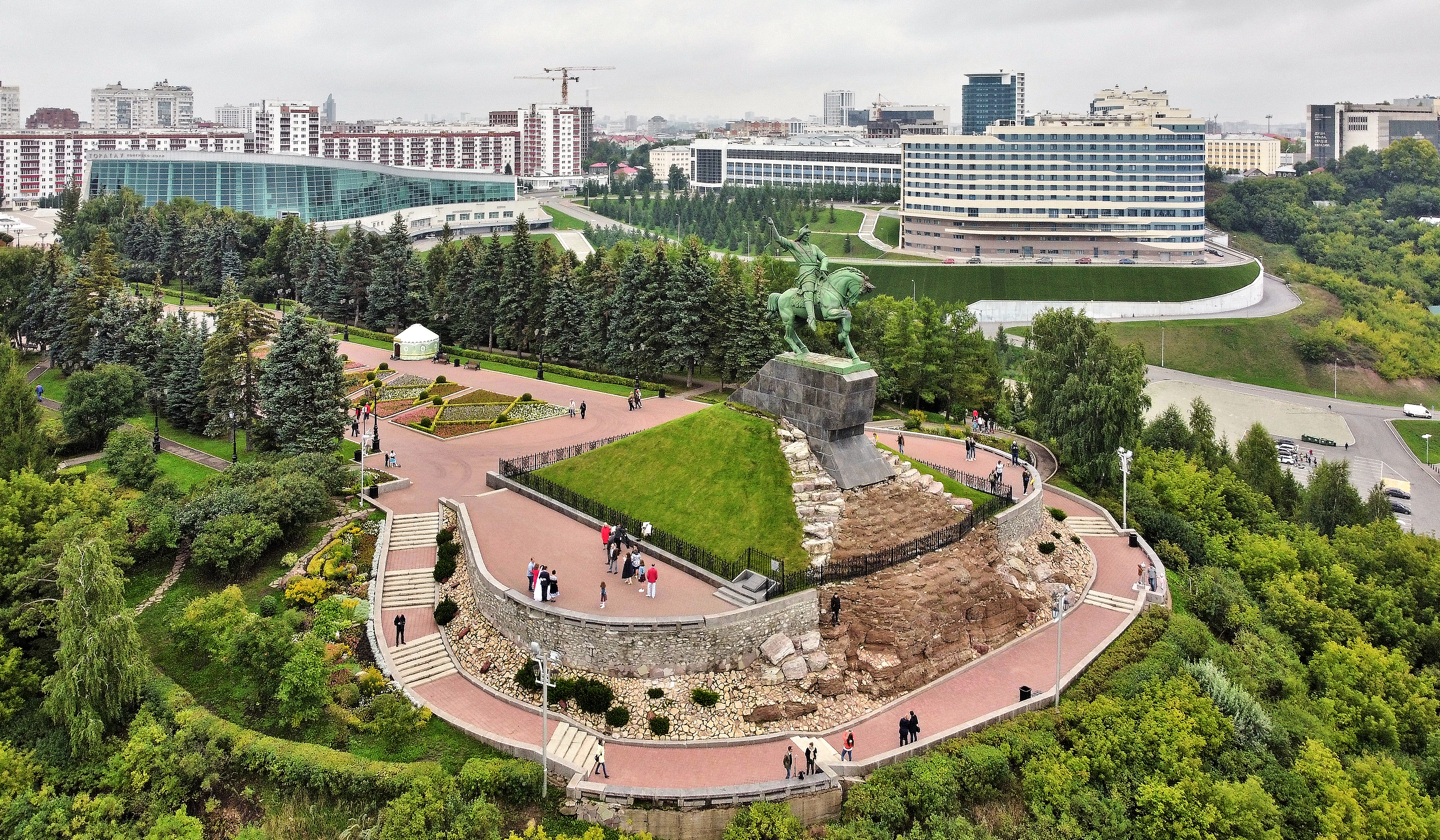
Vedere aeriană a monumentului și a zonei din spatele său
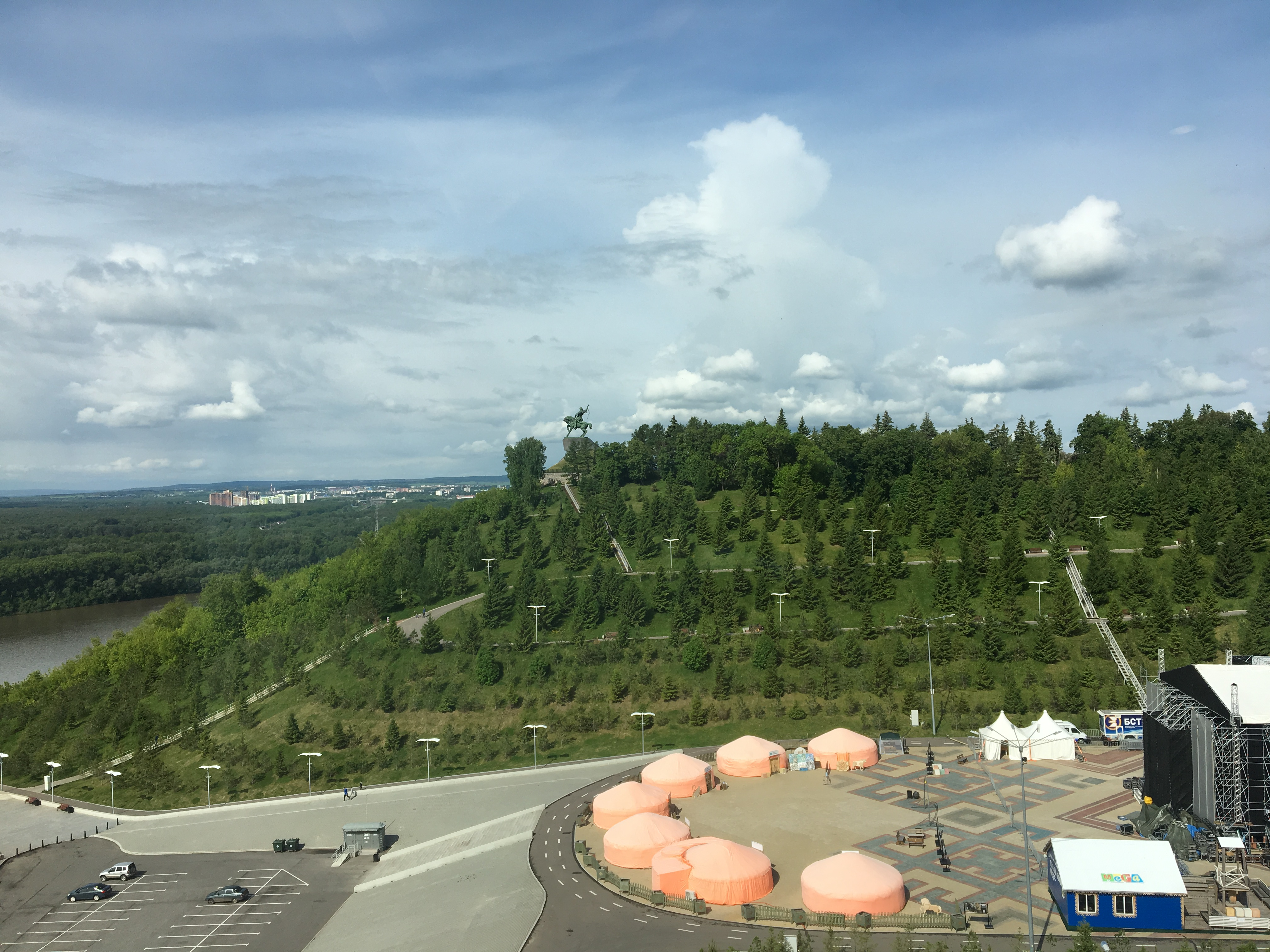
Monumentul lui Salavat Iulaev
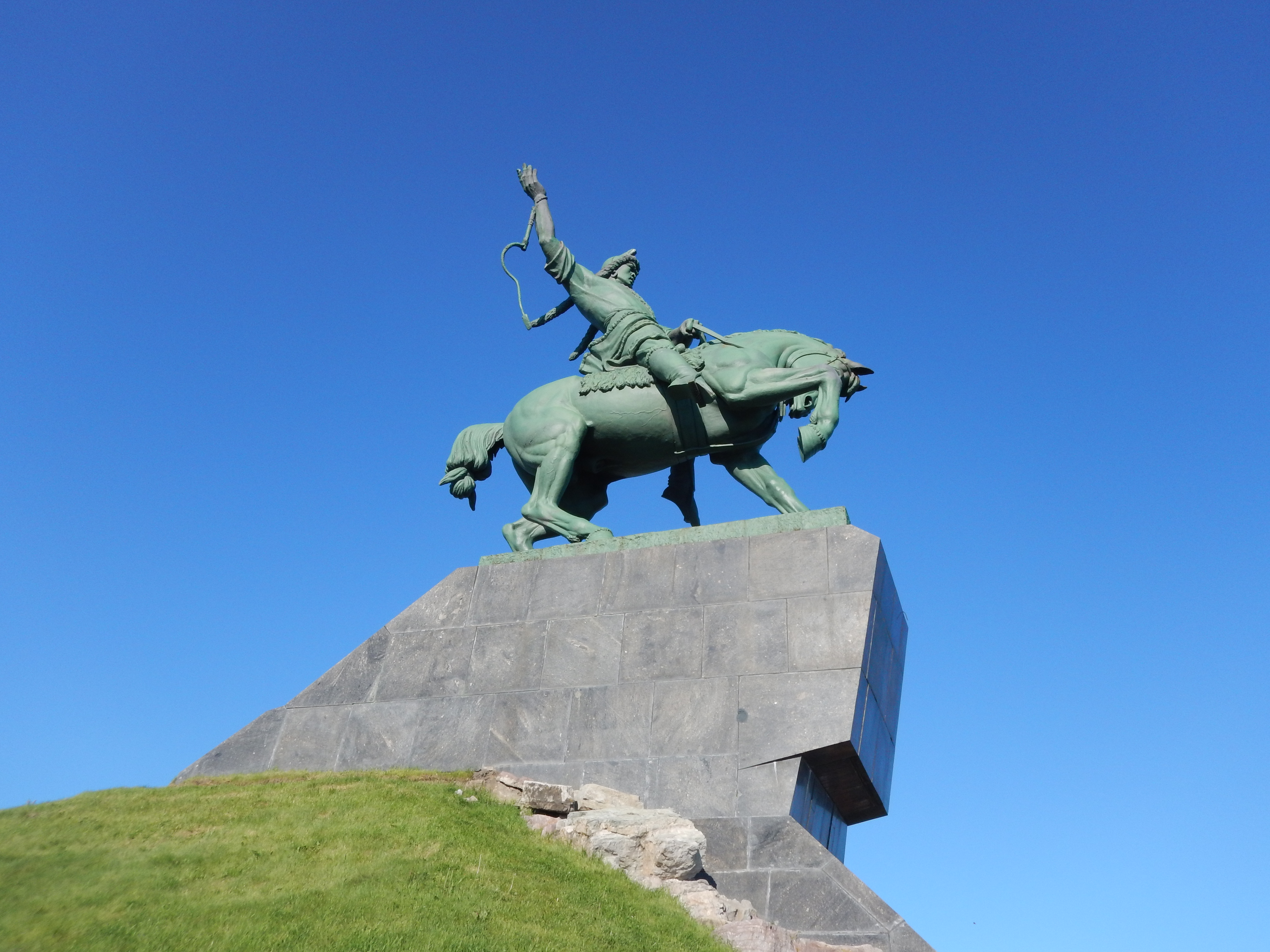
Imagine de aproape a monumentului
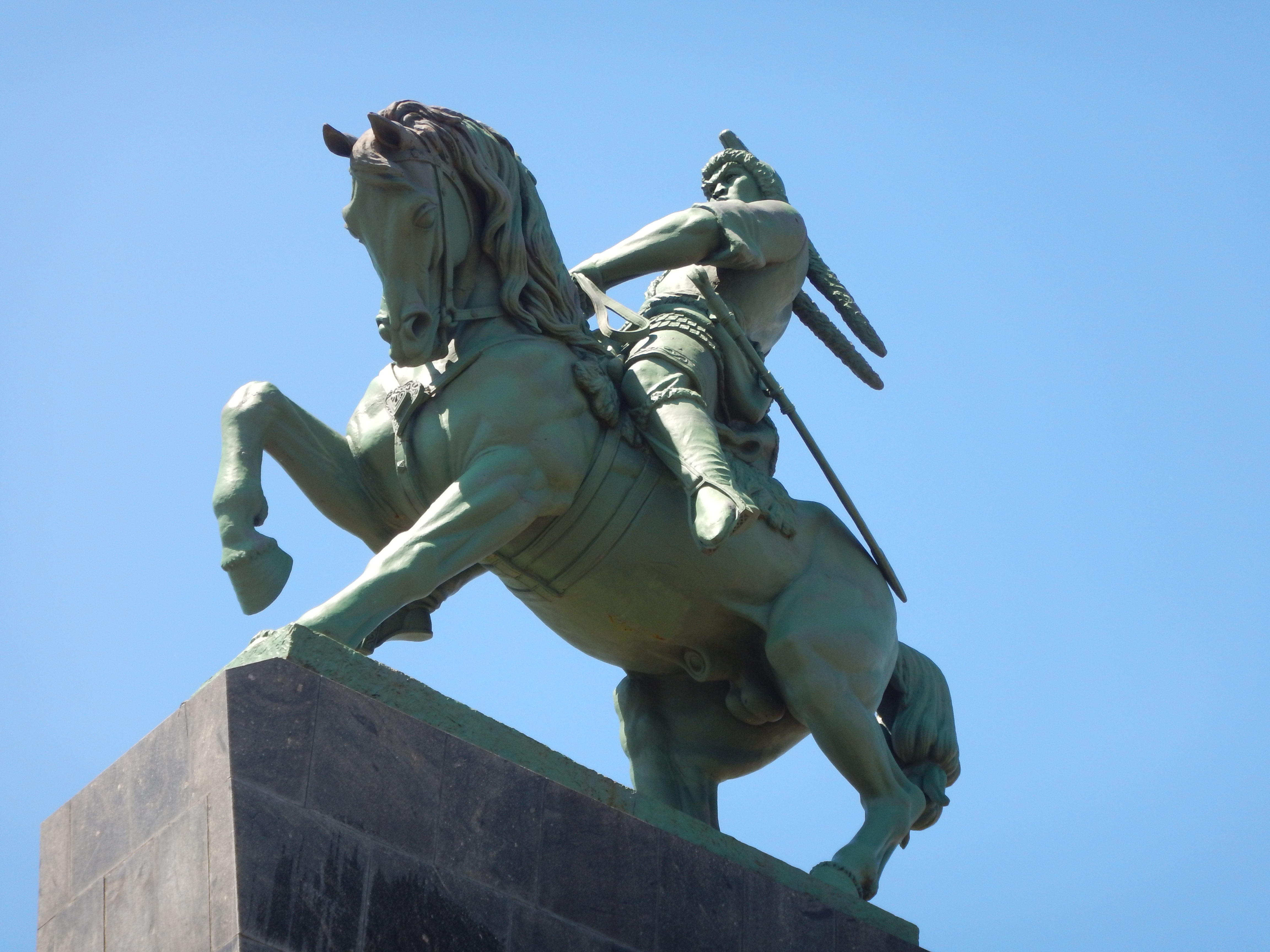
Statuia ecvestră
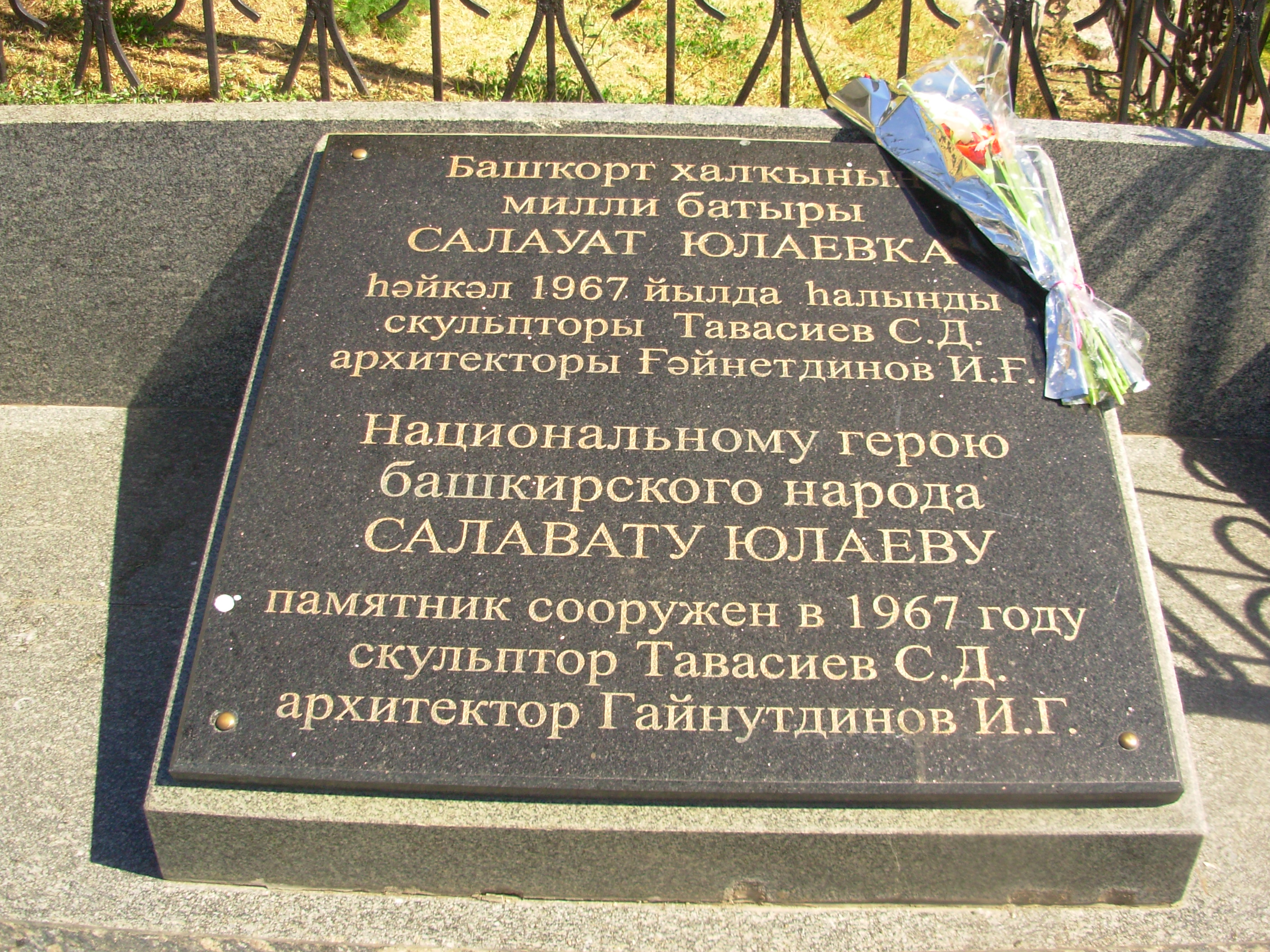
Inscripții în limbile bașchiră și rusă
Monumentul lui Salavat Iulaev pe stema Bașkortostanului